# 근적외선 카메라 및 다중 표적 분광기
근적외선 카메라 및 다중 표적 분광기(NICMOS, Near Infrared Camera and Multi-Object Spectrometer)는 허블 우주망원경(HST)에 장착된 적외선 천문학용 과학 장비이다. NICMOS는 1997년부터 1999년까지, 그리고 2002년부터 2008년까지 운영되었다. NICMOS로 촬영된 영상은 빛 스펙트럼 중 근적외선 영역의 데이터를 포함하고 있다.
NICMOS는 미국 애리조나대학교 스튜어드 천문대에 기반을 둔 NICMOS 기기 정의 팀에 의해 기획되고 설계되었다. 이 장비는 Ball Aerospace & Technologies Corp.에 의해 제작된 영상 및 다중 천체 분광 장치로, 허블 우주망원경이 0.8~2.4 마이크로미터의 파장을 갖는 적외선 빛을 관측할 수 있도록 해준다. 이를 통해 영상 촬영과 슬릿 없는 분광측광(slitless spectrophotometry)이 가능하다.
NICMOS는 세 개의 근적외선 검출기를 세 개의 광학 채널에 탑재하고 있으며, 각각 약 0.1 초각의 고해상도 이미징, 코로나그래프 영상, 편광 영상, 슬릿 없는 분광 기능을 제공한다. 각 채널은 11, 19, 52 초각 정사각형 시야를 가지며, 수은 카드뮴 텔루라이드(mercury cadmium telluride) 적외선 검출기로 구성된 256×256 화소의 포토다이오드 배열이 사파이어 기판에 부착되어 있다. 이 배열은 128×128 화소로 구성된 네 개의 독립적인 사분면으로 데이터를 읽어들인다.
NICMOS는 2008년을 끝으로 작동을 멈추었으며, 2009년에 설치된 광역 카메라 3(Wide Field Camera 3, WFC3)의 적외선 채널에 의해 대체되었다.

## 한계
허블은 적외선 파장대의 촬영 및 분석이 목적이 아니었기에 적외선에 대한 성능에는 한계가 있었다. 예시로는 허블 자체의 온도가 있는데, 허블의 거울은 히터를 이용해서 안정적이며 상대적으로 높은 온도인 15°C로 유지되고 있다. 이는 적외선 촬영에 영향을 준다.
허블 우주 망원경은 온도가 따뜻한 망원경이다. NICMOS나 WFC3와 같은 한 냉각되는 초점면 적외선 IR 장치에서 수집되는 IR 배경 플럭스는 황도광별 분포가 아닌 망원경의 열 방출에 의해 짧은 파장대에서 방해가 된다. 망원경 배경 복사는 파장 λ ≈ 1.6μm보다 긴 영역에서 황도광 배경을 초과하는데, 정확한 임계 파장은 하늘에서의 망원경이 가리키는 방향과 지구의 공전 위치에 따라 달라진다.
이런 사실에도 불구하고, 허블 망원경의 거울과 NICMOS을 이용한 조합은 그 당시에 최고 품질의 정보를 가져다 줄 수 있었다. 주 목적이 근적외선 촬영이었던 적외선 우주 관측소와 같은 망원경은 각각의 기술력이 뛰어나기는 하였으나, 허블 망원경에 비해 주경이 작고, NICMOS가 설치 될 당시 냉각수가 부족해 가동을 하지 못하는 문제가 있었다. NICMOS는 냉각수 부족 문제를 해결하기 위해 냉장고와 같은 냉각기를 사용했고, 이는 2008년 오프라인 상태가 되기 전까지 몇 년 간 잘 작동해왔다.

## NICMOS의 역사
NICMOS는 1997년 허블의 2차 서비스 임무인 STS-82 당시 우주 망원경 영상 분광기와 함께 설치되었으며, 기존의 두 기기를 대체했다. NICMOS는 훨씬 더 넓은 시야(135 x 127아크초, 2.3 x 2.1아크분)를 제공하고 적외선 영역까지 거의 같은 깊이까지 관측할 수 있는 Wide Field Camera 3 으로 대체되었다.

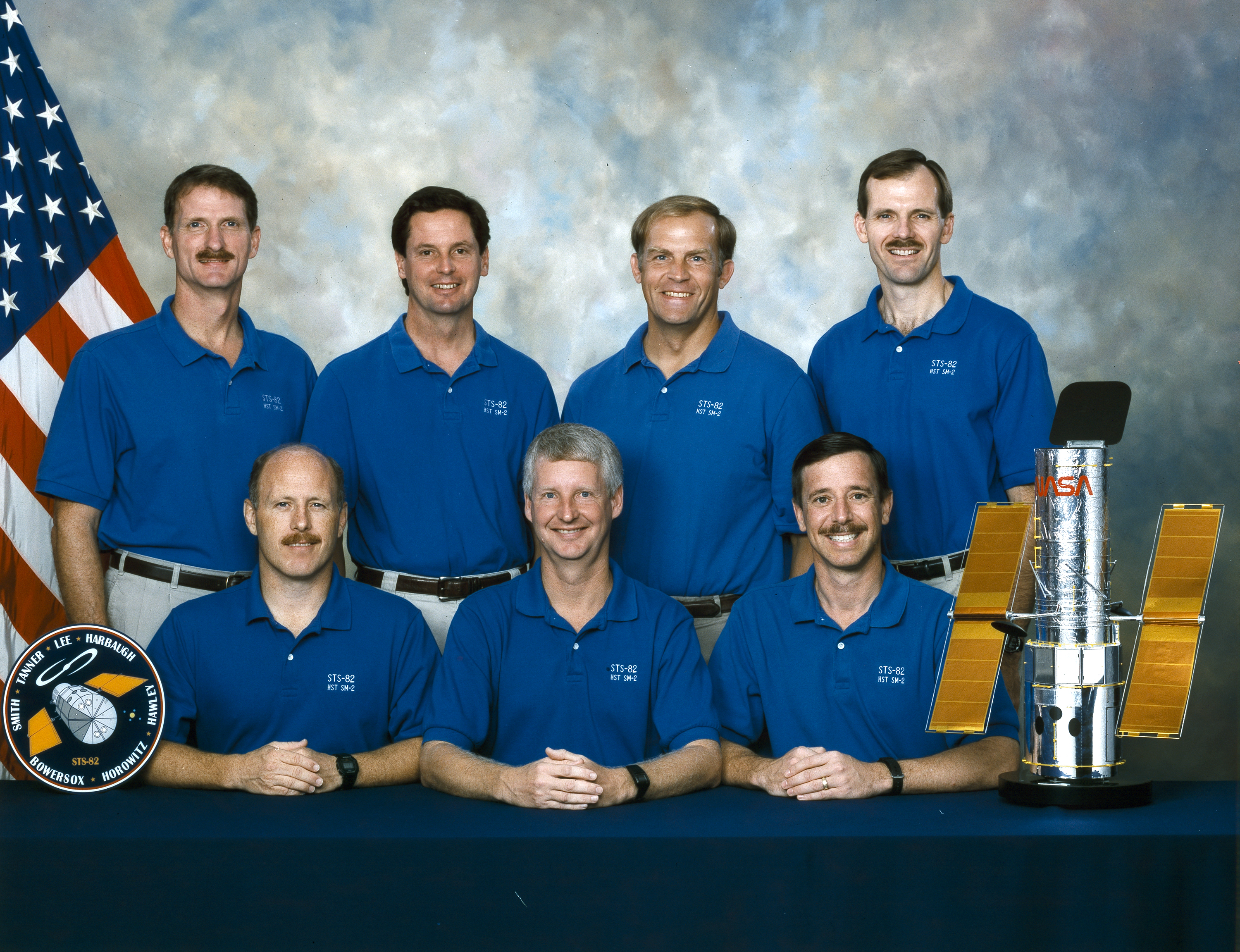
NICMOS는 STS-82 승무원에 의해 설치되었으며, 1997년 이 우주 왕복선 임무는 허블 우주 망원경에 STIS 기구도 설치했다. 이 승무원 사진과 함께 망원경의 소형 모형이 표시된다.

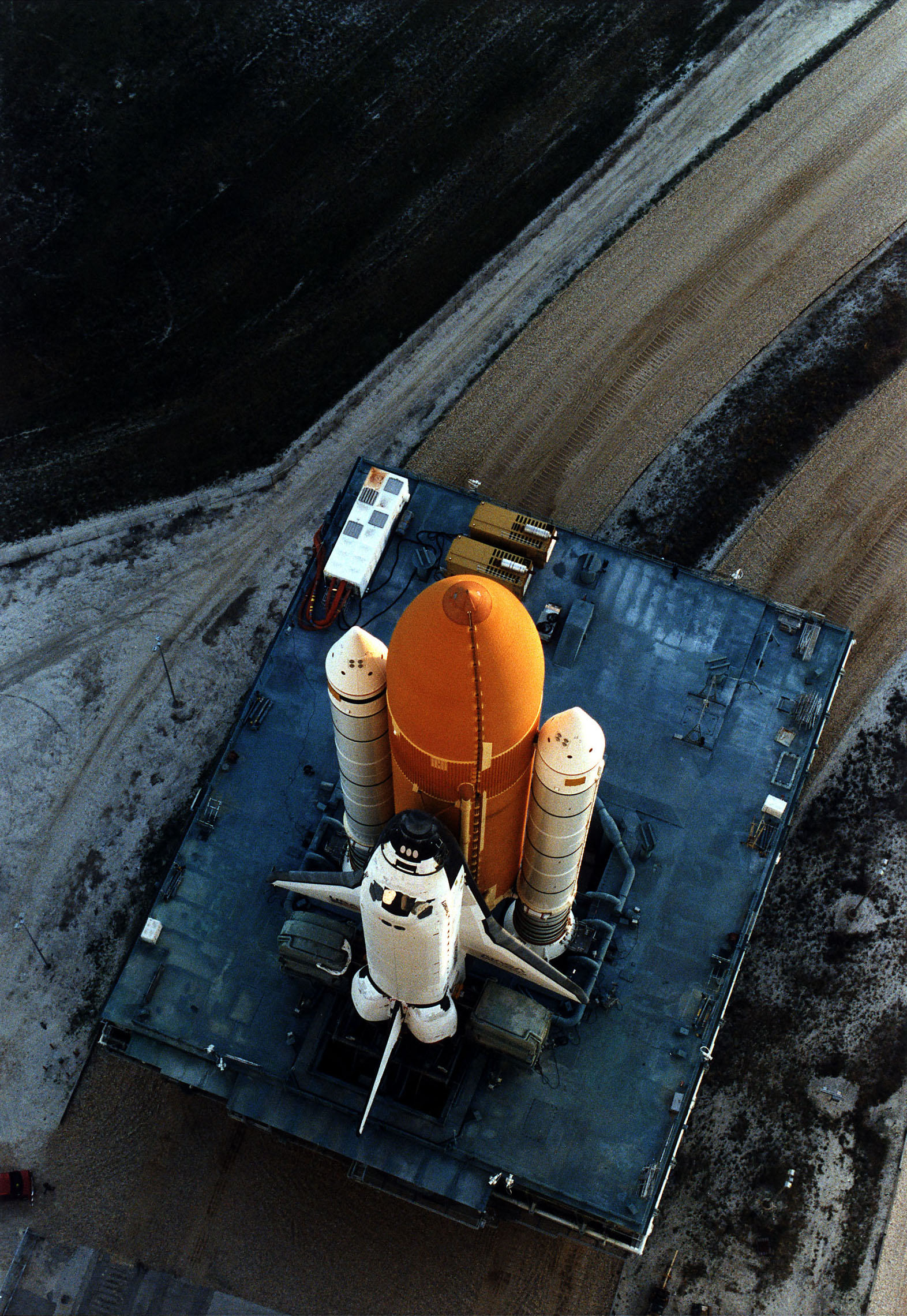
1997년 1월, NICMOS가 우주로 향하는데 사용된 발사대

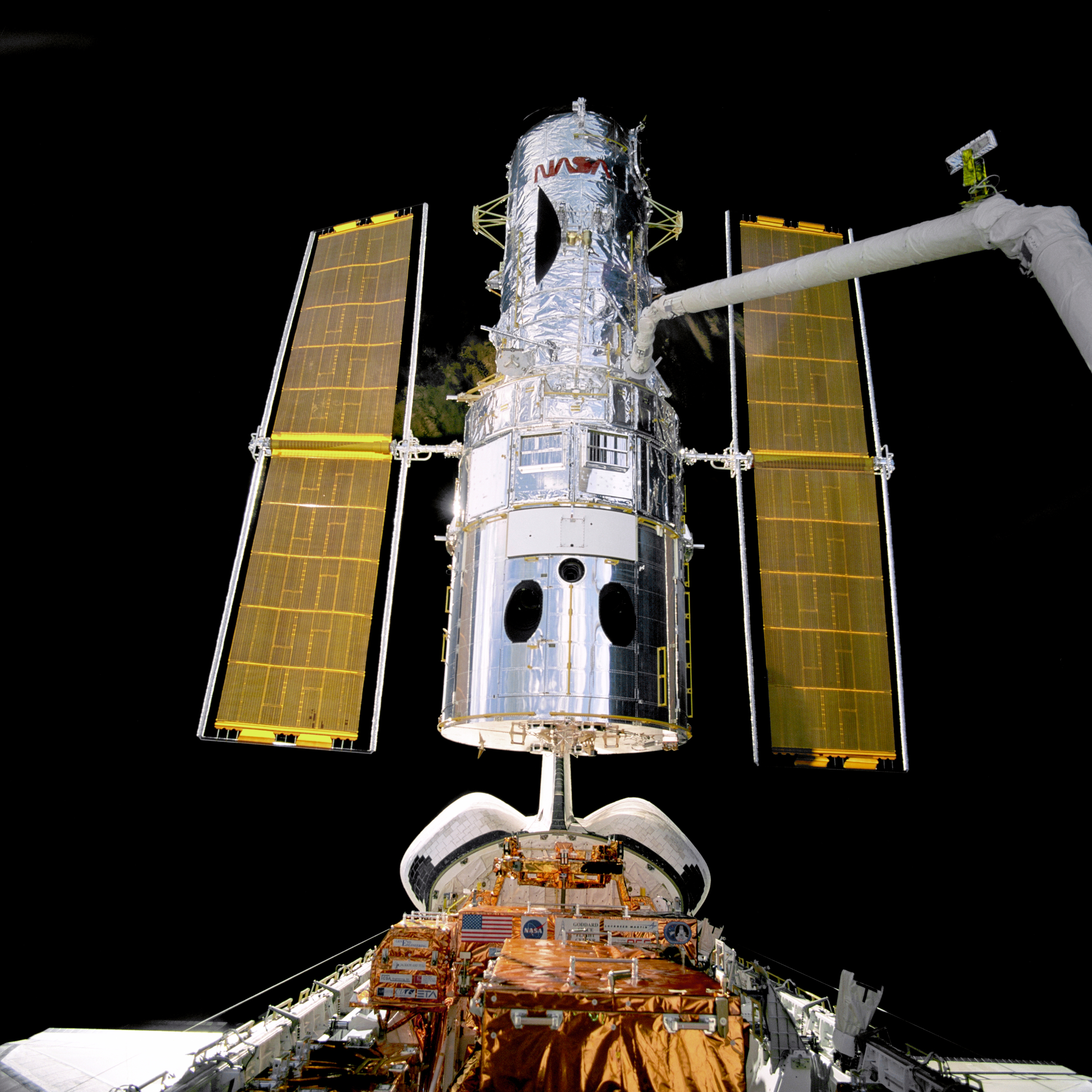
우주왕복선 로봇팔이 들고 있는 허블 우주 망원경

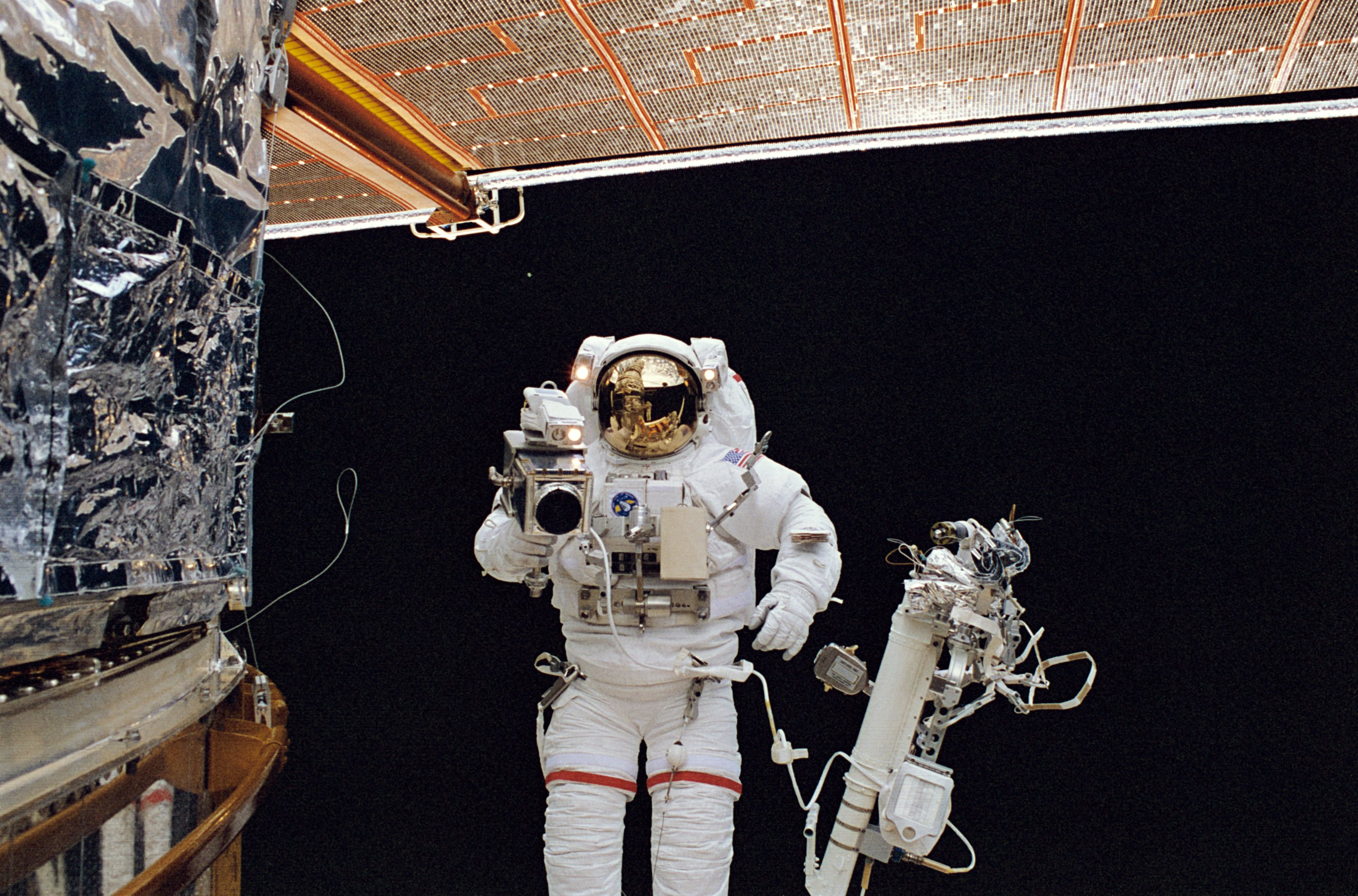
허블 우주 망원경과 셔틀 승무원 EVA

적외선 측정을 수행할 때는, 장비 자체의 열 복사로 인해 적외선 간섭이 발생하지 않도록 적외선 검출기를 냉각 상태로 유지하는 것이 필요하다. NICMOS는 극저온 물질 보관 용기를 포함하고 있는데, 이 장치는 고체 질소 얼음 덩어리를 이용해 검출기를 약 61K까지, 광학 필터를 약 105K까지 냉각시켰다. 1997년 NICMOS가 설치될 당시, 듀어 플라스크에는 무게 104kg의 질소 얼음 블록이 들어 있었다. 그러나 장비 시운전 중이던 1997년 3월 4일 발생한 빠른 열 전도로 인해, 보관용기의 냉각제를 예정보다 일찍 소진했고, 결국 1999년 1월에 질소 냉각제가 바닥났다.
2002년 허블 우주망원경의 서비스 임무 3B(STS-109) 기간 동안, NICMOS를 냉각하기 위한 새로운 냉각 시스템이 설치되었다. 이 시스템은 극저온 냉각기, 극저온 순환 장치, 외부 라디에이터로 구성되어 있으며, 현재는 극저온 네온 순환를 이용해서 NICMOS를 냉각하고 있다. NICMOS 냉각 시스템(NCS)은 통상적으로 허블의 다른 장비가 개발되는 데 5~10년이 걸리는 것과 달리 단 14개월 만에 매우 빠른 일정으로 개발되었다. NICMOS는 서비스 임무 3B 이후 곧바로 다시 가동되었다.
2008년 9월에는 새로운 소프트웨어 업로드로 인해 냉각 시스템이 일시적으로 중단되었으며, 이후 여러 차례의 재가동 시도가 있었으나 극저온 순환 장치 자체의 문제로 인해 모든 시도가 실패하였다. 장비의 일부가 충분히 따뜻해져 이론적으로 예상된 냉각 시스템 내에 낀 얼음 입자가 승화되기를 6주 이상 기다린 후 다시 시도를 했으나 냉각기는 그래도 다시 작동하지 않았다. 이에 따라 NASA는 이상 현상 검토 위원회(Anomaly Review Board, ARB)를 소집하였다. 위원회의 분석 결과, 2008년 9월 재가동 시도 중 디워에 있던 얼음이나 고체 입자가 순환 장치로 이동하였으며, 이로 인해 순환 장치가 손상되었을 가능성이 있다고 결론을 내렸다. 이 분석에 따라 새로운 재가동 방법을 결정하였다. 2008년 12월 16일 오후 13:30 EST에 냉각기가 성공적으로 재가동되었다. 이후 4일간 냉각기가 잘 작동하였으나, 다시 한 번 시스템이 중단되었다. 2009년 8월 1일 냉각기는 다시 재가동되었으며, NICMOS는 2010년 2월 중순부터 정상적인 관측 임무를 재개할 것으로 예상되었다. 이는 실제로 2009년 10월 22일까지 운영되었고, 이후 허블의 데이터 처리 시스템이 멈추면서 망원경 전체가 종료되었다. 이 기간 동안 NICMOS로의 순환되는 유량은 크게 감소했었으며, 이는 순환 시스템 내부에 막힘이 존재함을 알려주었다. 이와 같이 유량이 제한되게 되면 NICMOS의 임무 수행에 큰 제약이 따르게 되므로 NASA는 순환 시스템을 깨끗한 네온 가스로 세척하고 재충전하는 계획을 개발하였다. 이 시스템은 궤도 상에서 세척 및 재충전이 가능하도록 추가 네온 탱크와 원격 솔레노이드 밸브를 갖추고 있다. 그러나 2013년 기준으로 이러한 세척 및 충전 작업은 아직까지 수행되지 않았다.
2009년에 설치된 WFC3는 NICMOS를 부분적으로 대체하도록 설계되었다.
2010년 6월 18일, NICMOS는 제안되었던 Cycle 18 동안 과학 관측에 사용되지 않을 것이라는 발표가 있었다. 2013년 기준으로 순환 시스템의 세척 및 충전 작업을 수행할지 여부와 NICMOS가 향후 과학 임무에 다시 사용될 수 있을지에 대한 결정은 아직 내려지지 않았다.
NICMOS는 Rockwell International Electro-Optical Center(현 DRS Technologies)에서 제작한 256×256픽셀 이미지 센서의 이름과도 같다.

## 과학적 결과
NICMOS는 근적외선 천문학에서 뛰어난 성능을 가진 것으로 주목을 받았으며 특히 먼지를 뚫고 잘 관측할 수 있다는 것이 특히 더 주목받았다. NICMOS는 설치 후 약 23개월간 사용되었으며, 이때는 극저온 냉각제에 의해 수명이 제한된 채 사용되다가 2002년에 새로운 극저온 냉각기가 설치되면서 수년간 더 사용되었다. NICMOS는 근적외선 관측 성능과 대형 거울을 결합한 장비였다.
이 장비는 높은 적색편이를 가진 은하나 퀘이사를 높은 공간 분해능으로 관측할 수 있게 하였으며, 이는 STIS와 같은 다른 장비와 함께 분석할 경우 특히 유용하게 사용되었다. 또한 항성의 종족을 더 깊이 있게 연구할 수 있는 기회를 제공하였다.
행성 과학 분야에서는 NICMOS를 활용하여 소행성 4 베스타의 남극에서 충돌구를 발견하기도 하였다. (이후 2010년대에 NASA의 돈 우주선이 이 소행성을 작접 방문하여 이보다 더 정밀한 조사를 수행하기는 하였다.)
2009년에는 NICMOS로 촬영된 오래된 이미지가 재처리되어 HR 8799 항성 주위의 예상되었던 외계 행성을 보여주는 데 사용되었다. 이 행성계는 지구로부터 약 130광년 떨어진 곳에 있는 것으로 알려져 있다.
2011년에는 HR 8799 항성 주위에 있는 네 개의 외계 행성이 1998년에 NICMOS로 촬영된 이미지를 고급 데이터 프로세싱 기술로 분석함으로써 렌더링 되었다. 이 외계 행성들은 원래 2007년부터 2010년 사이에 켁 천문대와 제미니 천문대 북부 운영센터를 통해 처음 발견된 것이다. NICMOS 이미지를 통해 이 공전 시간이 수십에서 수백년이 걸리는 외계 행성들의 궤도를 보다 정밀하게 분석할 수 있게 되었다.
NICMOS는 XO-2 항성의 외행성 XO-2b 를 관측하였고, 2012년 이 외행성에 대한 분광학적 결과를 얻었다. 이는 기구의 분광 능력을 활용하며, 식현상이 이러나는 동안 분광을 통해 그 외행성의 대기를 연구한다.
2014년에 연구원들은 새로운 이미지 처리 기술을 사용하여 오래된 NICMOS 데이터에서 행성 원반 이미지를 복구했다.

## 셔틀 임무
- STS-82(1997년) 설치, NICMOS가 GHRS를 대체
- STS-109(2002년) 신규 냉각기 설치 후 가동 재개.[20]

## 같이 보기
- 제임스 웹 우주 망원경
- 허셜 우주 망원경